# Bulle Ogier

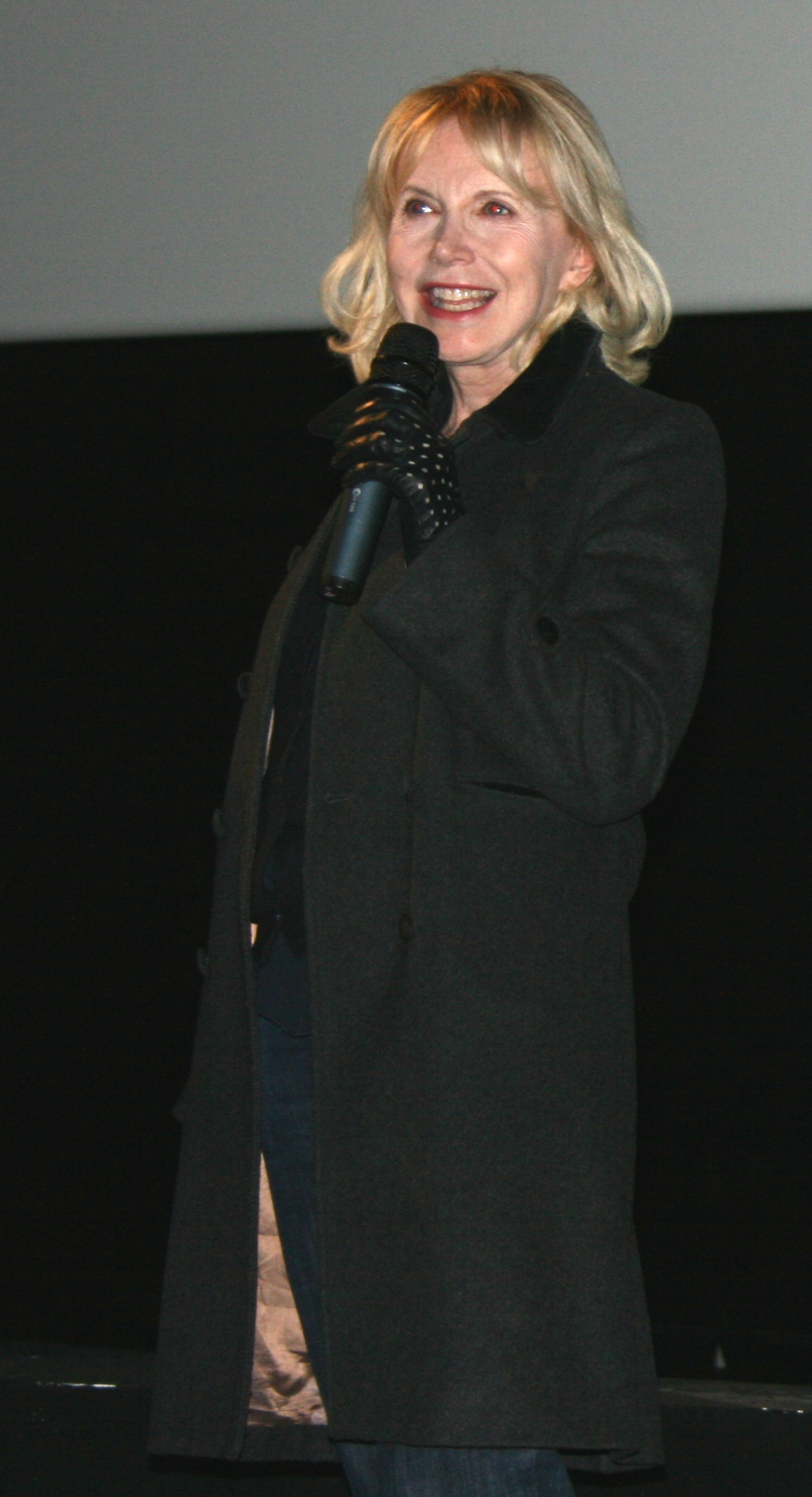
Bulle Ogier (2008)

Bulle Ogier (eigentlich Marie-France Thielland; * 9. August 1939 in Boulogne-Billancourt) ist eine französische Theater- und Filmschauspielerin.

## Leben
Bekanntheit erlangte die Mitbegründerin des ersten Pariser Café-Théâtre als Darstellerin in Filmen der Regisseure Jacques Rivette, Luis Buñuel, René Allio und Claude Lelouch. In Maîtresse verkörperte sie an der Seite von Gérard Depardieu eine Domina.
Bulle Ogiers Tochter ist die 1984 verstorbene Schauspielerin Pascale Ogier.
Im Rahmen der Verleihung des Schweizer Filmpreises 2025 wurde ihr gemeinsam mit ihrem Ehemann Barbet Schroeder der Ehrenpreis zuerkannt.

## Filmografie (Auswahl)
- 1968: Pierre und Paul (Pierre et Paul)
- 1969: Amour Fou (L’amour fou)
- 1969: Bäumchen, Bäumchen, wechsle dich (Quarante-huit heures d’amour)
- 1971/90: Out 1: Noli me tangere
- 1971: Rendezvous in Bray (Rendez-vous à Bray)
- 1971: Paulina haut ab (Paulina s’en va)
- 1971: Der Salamander (La salamandre)
- 1972: Der diskrete Charme der Bourgeoisie (Le charme discret de la bourgeoisie)
- 1972: La Vallée
- 1972: Out 1: Spectre
- 1973: Flucht im Kreis (Le gang des otages)
- 1973: Privat-Vorstellung (Projection privée)
- 1974: La Paloma
- 1974: Céline und Julie fahren Boot (Céline et Julie vont en bateau)
- 1974: Eine Ehe (Mariage)
- 1975: Nie mehr immer (Jamais plus toujours)
- 1975/76: Goldflocken (Flocons d’or)
- 1976: Ganze Tage in den Bäumen (Des journées entières dans les arbres)
- 1976: Maîtresse
- 1976: Unsterbliches Duell (Duelle)
- 1979: Die dritte Generation
- 1981: Seuls
- 1981: Notre Dame de la Croisette
- 1982: An der Nordbrücke (Le Pont du Nord)
- 1984: Die Spieler (Tricheurs)
- 1985: Das weiße Geheimnis (L’énigme blanche)
- 1986: Das weite Land (La terre étrangère)
- 1986: Mein Fall (Mon cas)
- 1988: Candy Mountain
- 1988: Inspektor Lavardin: Der Teufel in der Stadt (Les dossiers de L’Inspecteur Lavardin: Le diable en ville)
- 1989: Erlesene Kreise (Les grandes familles)
- 1989: Die Viererbande (La Bande des quatre)
- 1990: La grande dune
- 1993: Überdreht und durchgeknallt; auch: Niemand liebt mich (Personne ne m’aime)
- 1993: Wenn Männer fallen (Regarde les hommes tomber)
- 1995: Vergiß nicht, daß du sterben mußt (N’oublie pas que tu vas mourir)
- 1996: Irma Vep
- 1999: Schöne Venus (Venus beauté (institut))
- 1999: Die Farbe der Lüge (Au cœur du mensonge)
- 2002: All die schönen Versprechungen (Toutes ces belles promesses)
- 2002: Bord de mer
- 2006: Belle toujours
- 2007: Die Herzogin von Langeais (Ne touchez pas la hache)
- 2007: Faut que ça danse!
- 2008: Passe-passe
- 2008: Un autre homme
- 2008: Diese Nacht (Nuit de chien)
- 2010: La grande villa
- 2010: Chantrapas
- 2010: Les petits ruisseaux
- 2010: Vital désir (TV)
- 2012: Rêve d’automne (TV)
- 2012: Un peu plus (Kurzfilm)
- 2013: Gestrandet (Les Déferlantes, TV)
- 2015: Imagine
- 2015: Boomerang
- 2016: Encore heureux
- 2016: Falsche Vertraulichkeiten (Les fausses confidences, TV)
- 2022: Mit Liebe und Entschlossenheit (Avec amour et acharnement)

## Auszeichnungen
- 1972: Étoile de Cristal für Der Salamander (Beste Darstellerin)
- 1972: 3. Platz bei der Vergabe des National Society of Film Critics Award für Der Salamander und L’amour fou
- 1992: Nominierung für den Europäischen Filmpreis für Nord (Beste Nebendarstellerin)
- 1994: Spezialpreis des Internationalen Filmfestivals von Locarno für Überdreht und durchgeknallt
- 2000: César-Nominierung für Schöne Venus (Beste Nebendarstellerin)
- 2006: Grand Prix Special des Amériques des World Film Festival von Montreal
- 2008: César-Nominierung für Faut que ça danse! (Beste Nebendarstellerin)
- 2015: Lifetime Achievement Award des Internationalen Filmfestivals von Locarno